# Giovanni Veronesi
Pour les articles homonymes, voir Veronesi.
Giovanni Veronesi (né le 31 août 1962 à Prato, en Toscane) est un réalisateur, scénariste et acteur italien.

## Biographie
Frère de l'écrivain Sandro Veronesi, Giovanni a écrit de nombreux scénarios pour Francesco Nuti, Leonardo Pieraccioni, Enrico Oldoini, Massimo Ceccherini, Christian De Sica, Francesco Calogero, Carlo Verdone, avant de connaître le succès comme réalisateur avec Che ne sarà di noi, en 2004 et le diptyque Leçons d'amour à l'italienne (Manuale d'amore) en 2005 et Manuale d'amore 2 en 2007.

## Filmographie

### Comme réalisateur
- 1987 : Maramao (it)
- 1993 : Per amore, solo per amore
- 1996 : Silenzio si nasce (it)
- 1996 : Il barbiere di Rio (it)
- 1998 : Viola bacia tutti
- 1998 : Il mio West
- 2001 : Streghe verso nord
- 2004 : Che ne sarà di noi
- 2005 : Leçons d'amour à l'italienne (Manuale d'amore)
- 2007 : Leçons d'amour à l'italienne 2 (Manuale d'amore 2: Capitoli successivi)
- 2008 : Italians (it)
- 2010 : Genitori & figli - Agitare bene prima dell'uso
- 2011 : L'amour a ses raisons (Manuale d'amore 3)
- 2013 : L'ultima ruota del carro (it)
- 2014 : Una donna per amica
- 2017 : Non è un paese per giovani (it)
- 2018 : Moschettieri del re: La penultima missione
- 2020 : Tutti per uno, uno per tutti
- 2024 : Romeo è Giulietta

### Comme scénariste
- 1985 : Tutta colpa del paradiso, de Francesco Nuti
- 1987 : Stregati, de Francesco Nuti
- 1987 : Maramao
- 1988 : Caruso Pascoski di padre polacco, de Francesco Nuti
- 1991 : Donne con le gonne, de Francesco Nuti
- 1991 : Vacanze di Natale '91, de Enrico Oldoini
- 1992 : Anni 90, de Enrico Oldoini
- 1992 : Amami, de Bruno Colella
- 1994 : OcchioPinocchio, de Francesco Nuti
- 1995 : Uomini uomini uomini, de Christian De Sica
- 1995 : I laureati, de Leonardo Pieraccioni
- 1996 : Silenzio si nasce
- 1996 : Tre, de Christian De Sica
- 1996 : Il barbiere di Rio
- 1996 : Il ciclone, de Leonardo Pieraccioni
- 1997 : Cinque giorni di tempesta, de Francesco Calogero
- 1997 : Fuochi d'artificio de Leonardo Pieraccioni
- 1998 : Viola bacia tutti
- 1998 : Il mio West
- 1999 : Lucignolo, de Massimo Ceccherini
- 1999 : Il pesce innamorato, de Leonardo Pieraccioni
- 2000 : C'era un cinese in coma, de Carlo Verdone
- 2000 : Faccia di Picasso, de Massimo Ceccherini
- 2001 : Streghe verso nord (Sorcières au Nord)
- 2001 : Il principe e il pirata, de Leonardo Pieraccioni
- 2003 : La mia vita a stelle e strisce, de Massimo Ceccherini
- 2003 : Il paradiso all'improvviso, de Leonardo Pieraccioni
- 2004 : Che ne sarà di noi
- 2005 : Leçons d'amour à l'italienne (Manuale d'amore)
- 2005 : Ti amo in tutte le lingue del mondo, de Leonardo Pieraccioni
- 2007 : Manuale d'amore 2 (capitoli successivi)
- 2007 : Una moglie bellissima, de Leonardo Pieraccioni

### Comme acteur
- 1983 : Una gita scolastica, de Pupi Avati
- 1988 : Caruso Pascoski di padre polacco, de Francesco Nuti
- 2000 : Faccia di Picasso, de Massimo Ceccherini
- 2001 : Fughe da fermo, de Edoardo Nesi
- 2023 : Felicità de Micaela Ramazzotti

## Récompenses et distinctions
- Per amore, solo per amore : David di Donatello du meilleur scénario en 1994, conjointement avec Ugo Chiti
- Il Ciclone : Ruban d'argent du meilleur scénario du Italian National Syndicate of Film Journalists 1997, conjointement avec Leonardo Pieraccioni
- Leçons d'amour à l'italienne :
  - Grand Prix du Festival international du film de comédie de l'Alpe d'Huez en 2006
  - Ruban d'argent du meilleur scénario du Italian National Syndicate of Film Journalists 2006, conjointement avec Ugo Chiti